# Uruguai nos Jogos Olímpicos de Verão de 1984
O Uruguai participou dos Jogos Olímpicos de Verão de 1984 na cidade de Los Angeles, nos Estados Unidos. Nesta edição o país não teve medalhistas